# Syllitus brimblecombei
Syllitus brimblecombei är en skalbaggsart som beskrevs av Mckeown 1938. Syllitus brimblecombei ingår i släktet Syllitus och familjen långhorningar. Inga underarter finns listade i Catalogue of Life.